# Groupe H des éliminatoires de la Coupe d'Afrique des nations de football 2021
Navigation
Groupe G Groupe I
Le groupe H des éliminatoires de la Coupe d'Afrique des nations de football 2021 est une compétition qualificative pour la phase finale de la Coupe d'Afrique des nations de football 2021. Ce groupe est composé de l'Algérie (tenant du titre), du Botswana, de la Zambie et du Zimbabwe. Les matchs sont initialement prévus de novembre 2019 à novembre 2020, mais les journées 3 à 6 sont repoussées en raison de la pandémie de Covid-19.  L’Algérie (1re) et le Zimbabwe (2e) du groupe sont directement qualifiés pour la phase finale de la compétition.

## Tirage au sort
Le tirage au sort a eu lieu le jeudi 18 juillet 2019 au Caire. Les têtes de série sont désignées selon le classement FIFA.
Le tirage au sort désigne les équipes suivantes dans le groupe H :
- Chapeau 1 :  Algérie (12e du classement CAF)
- Chapeau 2 :  Zambie (17e du classement CAF)
- Chapeau 3 :  Zimbabwe (26e du classement CAF)
- Chapeau 4 :  Botswana (42e du classement CAF)

## Résultats

### Classement
| Rang | Équipe   | Pts | J | G | N | P | Bp | Bc | Diff |  | Résultats (▼ dom., ► ext.) |     |     |     |     |
| ---- | -------- | --- | - | - | - | - | -- | -- | ---- |  | -------------------------- | --- | --- | --- | --- |
| 1    | Algérie  | 14  | 6 | 4 | 2 | 0 | 19 | 6  | +13  |  | Algérie                    |     | 3-1 | 5-0 | 5-0 |
| 2    | Zimbabwe | 8   | 6 | 2 | 2 | 1 | 6  | 6  | 0    |  | Zimbabwe                   | 2-2 |     | 0-2 | 0-0 |
| 4    | Zambie   | 7   | 6 | 1 | 1 | 3 | 6  | 12 | -6   |  | Zambie                     | 3-3 | 1-2 |     | 2-1 |
| 3    | Botswana | 4   | 6 | 1 | 1 | 4 | 2  | 9  | -7   |  | Botswana                   | 0-1 | 0-1 | 1-0 |     |

- Sélection qualifiée pour la CAN 2022

### Matchs
| 1re journée                  | Algérie | 5 - 0   | Zambie      | Stade Mustapha-Tchaker, Blida                          |                                                        |
| 14 novembre 2019 20:00 UTC+1 | ( Belaïli) Bensebaini 44e · Bounedjah 68e (pen.) · ( Atal) Belaïli 75e · ( Slimani) Soudani 85e · ( Mahrez) Bounedjah 89e | (1 - 0) |             | Spectateurs : 20 000 Arbitrage : Bamlak Tessema Weyesa | Spectateurs : 20 000 Arbitrage : Bamlak Tessema Weyesa |
| 14 novembre 2019 20:00 UTC+1 | Atal 84e | Rapport | 45+1e Chama | Spectateurs : 20 000 Arbitrage : Bamlak Tessema Weyesa | Spectateurs : 20 000 Arbitrage : Bamlak Tessema Weyesa |

| 15 novembre 2019 | Zimbabwe      | 0 - 0   | Botswana                              | National Sports Stadium, Harare                     |                                                     |
| 18:00 UTC+2      |               | (0 - 0) |                                       | Spectateurs : 35 000 Arbitrage : Thierry Nkurunziza | Spectateurs : 35 000 Arbitrage : Thierry Nkurunziza |
| 18:00 UTC+2      | Mahachi 90+1e | Rapport | 83e Ditshupo (en) · 90+6e Ramatlapeng | Spectateurs : 35 000 Arbitrage : Thierry Nkurunziza | Spectateurs : 35 000 Arbitrage : Thierry Nkurunziza |

| 2e journée                   | Botswana           | 0 - 1   | Algérie                       | Botswana National Stadium, Gaborone          |                                              |
| 18 novembre 2019 21:00 UTC+2 |                    | (0 - 1) | 14e Belaïli                   | Spectateurs : 22 500 Arbitrage : Ali Sabilla | Spectateurs : 22 500 Arbitrage : Ali Sabilla |
| 18 novembre 2019 21:00 UTC+2 | Gaogangwe 30e, 83e | Rapport | 38e Bensebaini · 81e Bennacer | Spectateurs : 22 500 Arbitrage : Ali Sabilla | Spectateurs : 22 500 Arbitrage : Ali Sabilla |

| 19 novembre 2019 | Zambie   | 1 - 2   | Zimbabwe                            | National Heroes Stadium, Lusaka                  |                                                  |
| 18:00 UTC+2      | Daka 20e | (1 - 1) | 11e Billiat · 79e Billiat (Musona ) | Spectateurs : 42 000 Arbitrage : Mahamadou Keita | Spectateurs : 42 000 Arbitrage : Mahamadou Keita |
| 18:00 UTC+2      |          | Rapport | 52e Billiat                         | Spectateurs : 42 000 Arbitrage : Mahamadou Keita | Spectateurs : 42 000 Arbitrage : Mahamadou Keita |

| 3e journée                   | Zambie                                              | 2 - 1   | Botswana                  | National Heroes Stadium, Lusaka                                                |                                                                                |
| 12 novembre 2020 17:00 UTC+2 | ( Musonda) Mwepu 45+2e · ( Sakala) Sikombe (en) 67e | (1 - 1) | 45e Orebonye              | Spectateurs : Huis clos (Pandémie de Covid−19) Arbitrage : Jean-Jacques Ngambo | Spectateurs : Huis clos (Pandémie de Covid−19) Arbitrage : Jean-Jacques Ngambo |
| 12 novembre 2020 17:00 UTC+2 | Mwape 41e · Sakala 87e                              | Rapport | 61e Cooper · 78e Kesekile | Spectateurs : Huis clos (Pandémie de Covid−19) Arbitrage : Jean-Jacques Ngambo | Spectateurs : Huis clos (Pandémie de Covid−19) Arbitrage : Jean-Jacques Ngambo |

| 12 novembre 2020 | Algérie                                             | 3 - 1   | Zimbabwe                     | Stade du 5-Juillet-1962, Alger                                         |                                                                        |
| 20:00 UTC+1      | Bounedjah 31e · ( Mahrez) Feghouli 43e · Mahrez 67e | (2 - 0) | 80e Kadewere (Musona )       | Spectateurs : Huis clos (Pandémie de Covid−19) Arbitrage : Sidi Alioum | Spectateurs : Huis clos (Pandémie de Covid−19) Arbitrage : Sidi Alioum |
| 20:00 UTC+1      | Ounas 90e                                           | Rapport | 23e Mudimu (en) · 78e Musona | Spectateurs : Huis clos (Pandémie de Covid−19) Arbitrage : Sidi Alioum | Spectateurs : Huis clos (Pandémie de Covid−19) Arbitrage : Sidi Alioum |

| 4e journée                   | Zimbabwe                                     | 2 - 2   | Algérie                                         | National Sports Stadium, Harare                                                       |                                                                                       |
| 16 novembre 2020 14:00 UTC+2 | Musona 43e · ( Mahachi) Dube (en) 82e        | (1 - 2) | 33e Delort (Halaïmia ) · 38e Mahrez (Benrahma ) | Spectateurs : Huis clos (Pandémie de Covid−19) Arbitrage : Mahmoud Ali Mahmood Ismail | Spectateurs : Huis clos (Pandémie de Covid−19) Arbitrage : Mahmoud Ali Mahmood Ismail |
| 16 novembre 2020 14:00 UTC+2 | Chicksen (en) · Rusike (en) 28e · Hadebe 64e | Rapport | 41e Benlamri · 87e Bounedjah · 90+1e Bensebaini | Spectateurs : Huis clos (Pandémie de Covid−19) Arbitrage : Mahmoud Ali Mahmood Ismail | Spectateurs : Huis clos (Pandémie de Covid−19) Arbitrage : Mahmoud Ali Mahmood Ismail |

| 16 novembre 2020 | Botswana                                     | 1 - 0   | Zambie                           | Francistown Stadium, Francistown                                           |                                                                            |
| 17h00 UTC+2      | ( Seakanyeng (en)) Gaolaolwe (en) 6e         | (1 - 0) |                                  | Spectateurs : Huis clos (Pandémie de Covid−19) Arbitrage : Shmael Chizinga | Spectateurs : Huis clos (Pandémie de Covid−19) Arbitrage : Shmael Chizinga |
| 17h00 UTC+2      | Cooper 29e · Seakanyeng (en) 52e · Dembe 57e | Rapport | 45e Chilongoshi (en) · 79e Mwape | Spectateurs : Huis clos (Pandémie de Covid−19) Arbitrage : Shmael Chizinga | Spectateurs : Huis clos (Pandémie de Covid−19) Arbitrage : Shmael Chizinga |

| 5e journée               | Botswana                                               | 0 - 1   | Zimbabwe                                | Francistown Stadium, Francistown                                            |                                                                             |
| 25 mars 2021 17h00 UTC+2 |                                                        | (0 - 1) | Chikwende 14e (Musona )                 | Spectateurs : Huis clos (Pandémie de Covid−19) Arbitrage : Georges Gatogato | Spectateurs : Huis clos (Pandémie de Covid−19) Arbitrage : Georges Gatogato |
| 25 mars 2021 17h00 UTC+2 | Kgamanyane 28e · Mathumo (en) 43e · Gaolaolwe (en) 75e | Rapport | 52e Dzingai (en) · 57e Dzvukamanja (en) | Spectateurs : Huis clos (Pandémie de Covid−19) Arbitrage : Georges Gatogato | Spectateurs : Huis clos (Pandémie de Covid−19) Arbitrage : Georges Gatogato |

| 25 mars 2021 | Zambie                                                        | 3 - 3   | Algérie                                                                  | National Heroes Stadium, Lusaka                                                 |                                                                                 |
| 20:00 UTC+2  | Daka 34e (pen.) · ( Mulenga (en)) Chama 52e · Daka 80e (pen.) | (1 - 2) | 19e Ghezzal (Slimani ) · 25e Slimani (Ghezzal ) · 55e Slimani (Bounedjah | Spectateurs : Huis clos (Pandémie de Covid−19) Arbitrage : Adelaide Ali Mohamed | Spectateurs : Huis clos (Pandémie de Covid−19) Arbitrage : Adelaide Ali Mohamed |
| 20:00 UTC+2  | Daka 45+1e · Chongo 90+3e                                     | Rapport | 35e Belaïli                                                              | Spectateurs : Huis clos (Pandémie de Covid−19) Arbitrage : Adelaide Ali Mohamed | Spectateurs : Huis clos (Pandémie de Covid−19) Arbitrage : Adelaide Ali Mohamed |

| 6e journée               | Algérie | 5 - 0   | Botswana                             | Stade Mustapha-Tchaker, Blida                                            |                                                                          |
| 29 mars 2021 21:00 UTC+1 | ( Zeffane) Mandi 24e · ( Mahrez) Feghouli 58e · Mahrez 64e (pen.) · ( Belaïli) Bounedjah 72e · ( Belaïli) Boulaya 88e | (1 - 0) |                                      | Spectateurs : Huis clos (Pandémie de Covid−19) Arbitrage : Jean Ouattara | Spectateurs : Huis clos (Pandémie de Covid−19) Arbitrage : Jean Ouattara |
| 29 mars 2021 21:00 UTC+1 | Bennacer 29e · Feghouli 77e                                                                                           | Rapport | 11e Ratanang (en) · 17e Mathumo (en) | Spectateurs : Huis clos (Pandémie de Covid−19) Arbitrage : Jean Ouattara | Spectateurs : Huis clos (Pandémie de Covid−19) Arbitrage : Jean Ouattara |

| 29 mars 2021 | Zimbabwe        | 0 - 2   | Zambie                                  | National Sports Stadium, Harare                                                 |                                                                                 |
| 21:00 UTC+1  |                 | (0 - 1) | 21e Daka (Mwepu ) · 90+2e Daka (Mwepu ) | Spectateurs : Huis clos (Pandémie de Covid−19) Arbitrage : Molise Retselisitsoe | Spectateurs : Huis clos (Pandémie de Covid−19) Arbitrage : Molise Retselisitsoe |
| 21:00 UTC+1  | Rusike (en) 41e | Rapport | 69e Gamphani (en)                       | Spectateurs : Huis clos (Pandémie de Covid−19) Arbitrage : Molise Retselisitsoe | Spectateurs : Huis clos (Pandémie de Covid−19) Arbitrage : Molise Retselisitsoe |

## Liste des buteurs
5 buts      
- Patson Daka

4 buts     
- Baghdad Bounedjah

3 buts    
- Riyad Mahrez

2 buts   
- Youcef Belaïli
- Sofiane Feghouli
- Islam Slimani
- Khama Billiat

1 but  
| - Ramy Bensebaini - Farid Boulaya - Andy Delort - Rachid Ghezzal - Aissa Mandi - Hillal Soudani - Mosha Gaolaolwe (en) - Tumisang Orebonye | - Clatous Chama - Enock Mwepu - Collins Sikombe (en) - Perfect Chikwende - Prince Dube (en) - Tino Kadewere - Knowledge Musona |

## Discipline
Un joueur est automatiquement suspendu pour le match suivant : 
- S'il cumule deux avertissements (cartons jaunes) lors de matchs différents.
- S'il se voit décerner une exclusion de terrain (carton rouge).
- Pour chaque avertissement à partir du cinquième.
  - En cas d’infraction grave, l’Instance de contrôle, d’éthique et de discipline de la CAF est habilitée à aggraver la sanction, y compris en l'étendant à d'autres compétitions.

| Joueurs         | Cartons                                                                                         | Suspensions                                 |
| --------------- | ----------------------------------------------------------------------------------------------- | ------------------------------------------- |
| Gape Gaogangwe  | 2e journée, contre Algérie (18 novembre 2019)                                                   | 3e journée, contre Zambie (12 octobre 2020) |
| Ramy Bensebaini | 2e journée, contre Botswana (18 novembre 2019) · 4e journée, contre Zimbabwe (16 novembre 2020) | 5e journée, contre Zambie (25 mars 2021)    |
| Mothusi Cooper  | 3e journée, contre Zambie (12 novembre 2019) · 4e journée, contre Zambie (16 novembre 2020)     | 5e journée, contre Zimbabwe (25 mars 2021)  |